# Aleuron cymographum
Aleuron cymographum Rotschild & Jordan, 1903 è un lepidottero appartenente alla famiglia Sphingidae, diffuso in America Meridionale.

## Descrizione

### Adulto
È possibile distinguerla dalle altre specie del genere Aleuron (tranne A. carinata) per la presenza di bande scure addominali. Inoltre in A. carinata manca la linea bianca spezzata, qui visibile tra M2 e la costa. L'ala anteriore presenta l'apice della nervatura M3 più pronunciata rispetto a A. chloroptera, ed il margine interno risulta più concavo. Il margine costale dell'ala posteriore è leggermente convesso in prossimità della base, ma non lobato. Ala anteriore verde-oliva, con macchie grigio-ocra, e alcune linee ondulate nella metà basale (molto simili ad A. chloroptera); è presente una piccola macchia nera nell'area discale. Si può inoltre notare una tonalità scura tra il margine costale e la fine del margine esterno, tra M3 e CuA1. In taluni esemplari si possono infine distinguere linee appena accennate nella parte esterna dell'ala.

### Larva
Il primo stadio di sviluppo del bruco appare verde brillante, e presenta un lungo processo caudale nerastro, che va via via riducendosi nei successivi stadi di sviluppo; in seguito alle varie mute, le larve divengono sempre più scure e tendenti al rosso-brunastro.

### Pupa
I bruchi si impupano in camere sotterranee libere. Le pupe appaiono brunastre-arancioni e lucide, con macchie nere. La fase pupale dura, di norma, 18 giorni.

## Distribuzione e habitat
L'areale è neotropicale e comprende la Bolivia, l'Ecuador (Riobamba), ed il Perù.

## Biologia
Durante l'accoppiamento, la femmina richiama il maschio grazie ad un feromone rilasciato da una ghiandola addominale.

### Periodo di volo
Gli adulti volano da aprile a gennaio.

### Alimentazione
I bruchi si alimentano su foglie di varie specie di Dilleniaceae tra cui Curatella americana.

## Tassonomia

### Sottospecie
Non sono state descritte sottospecie.

### Sinonimi
Non sono riportati sinonimi.